# Tafisa
Tafisa (Tableros y Fibras, S.A.) fue una fábrica gallega de tableros de madera. Tuvo fábricas en las ciudades españolas de Pontevedra y Valladolid.

## Historia

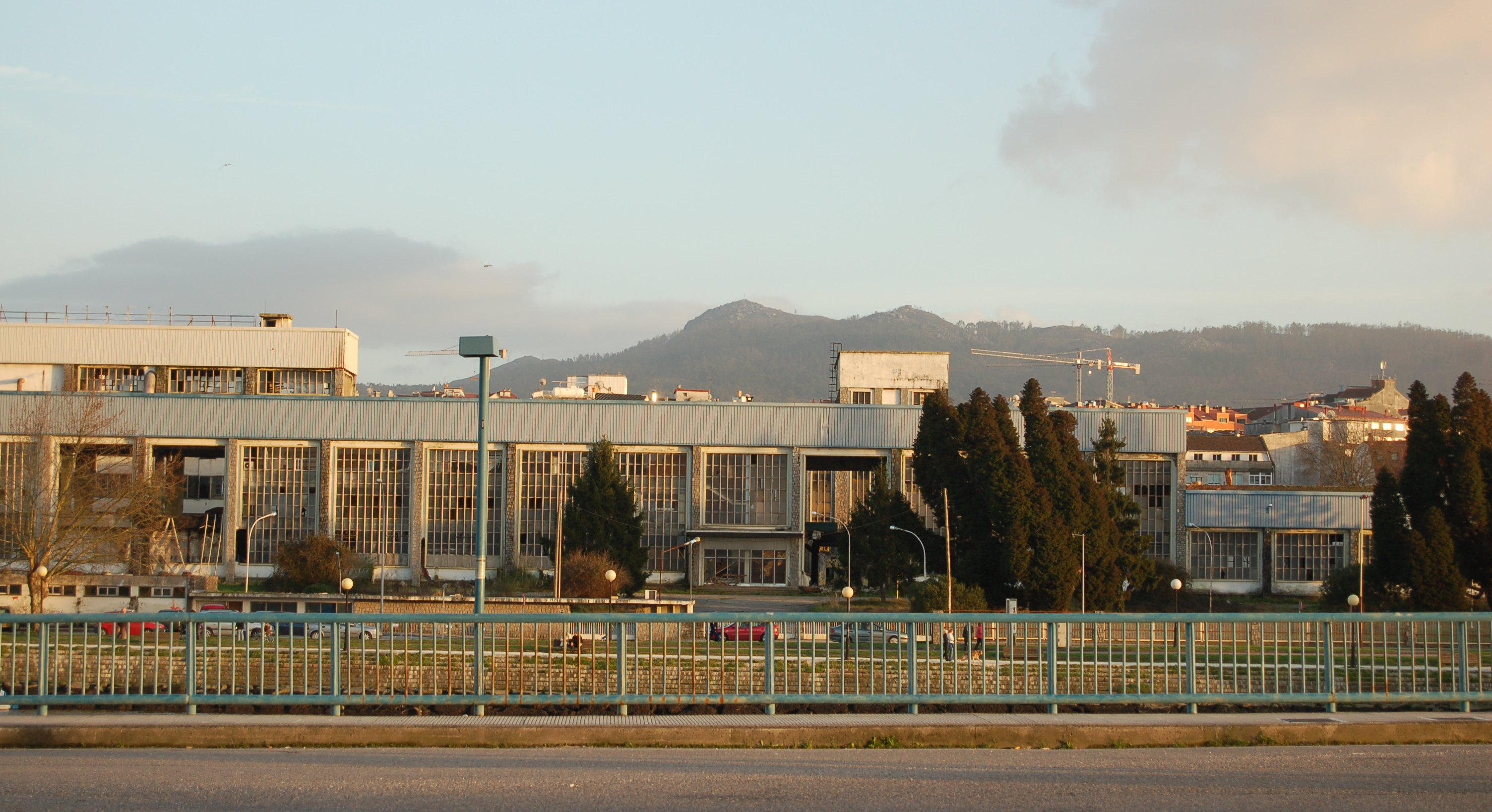
Antigua fábrica de Tafisa en Pontevedra.

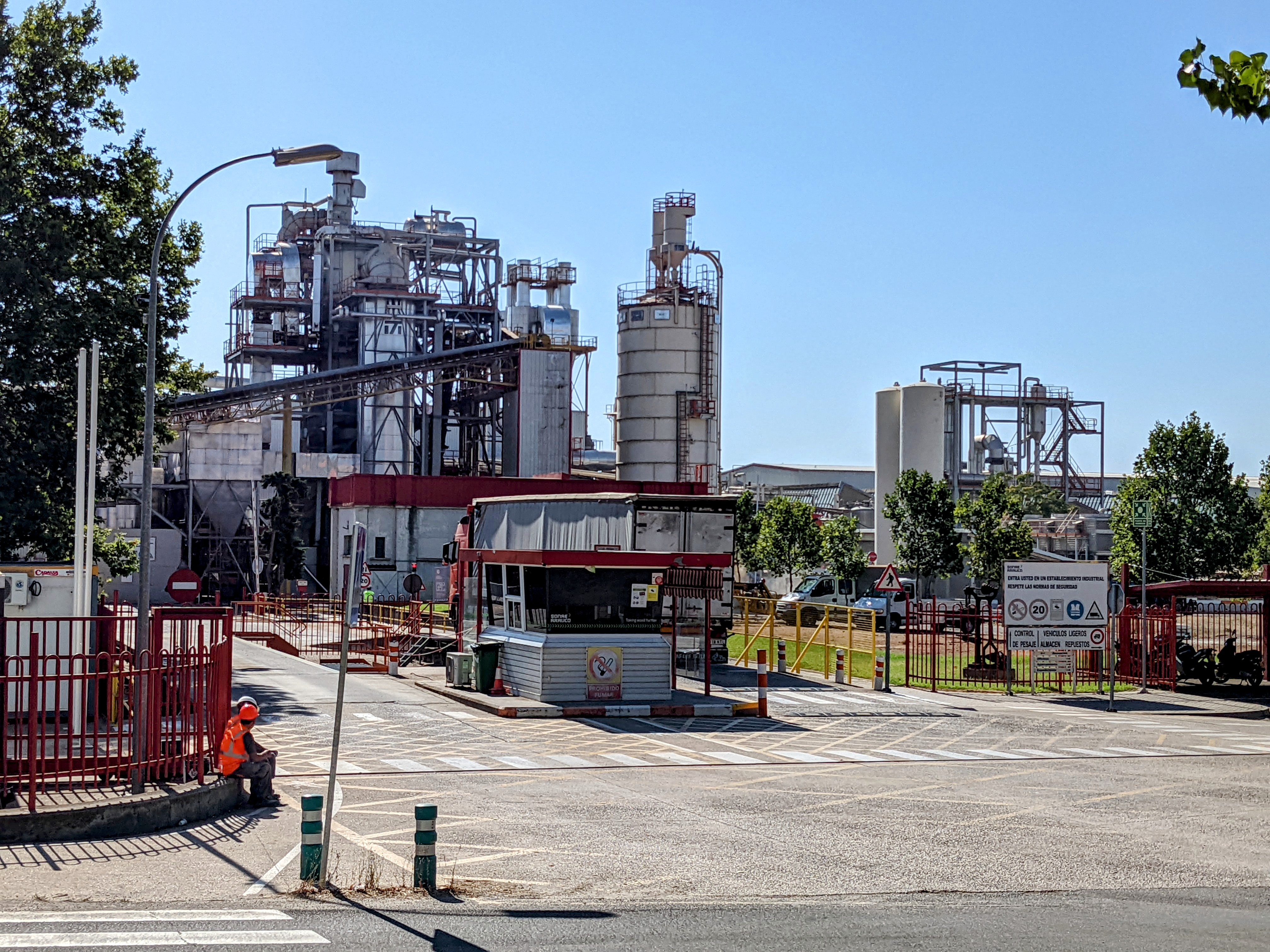
Fábrica de Tafisa en Valladolid, posteriormente fábrica de Sonae Arauco.

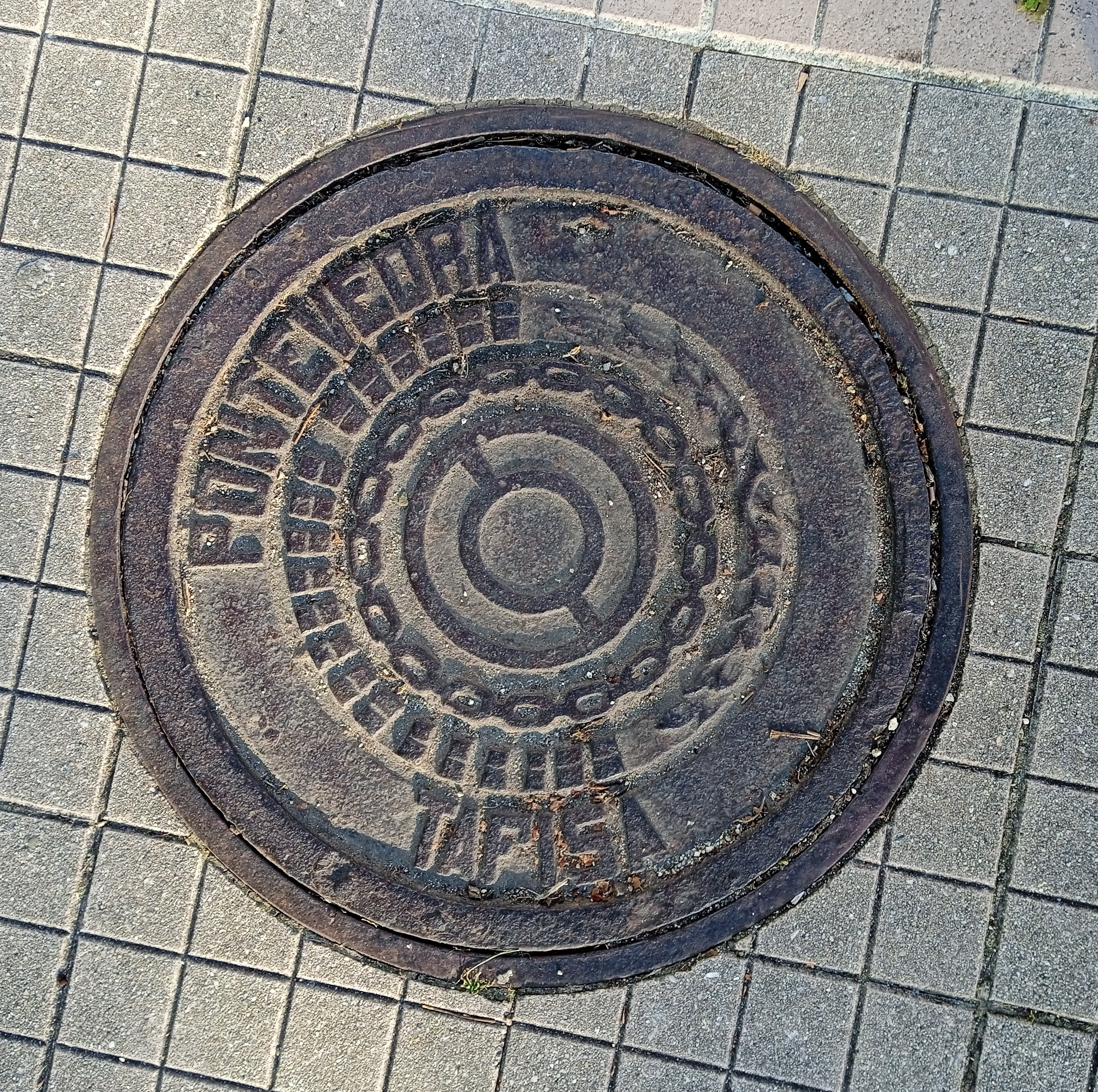
Tapa de alcantarilla de Tafisa en Pontevedra.

Fue fundada en 1956 fruto de una reunión en el Centro Escandinavo de Madrid entre el empresario español José Mª Pena Rich y el técnico sueco Folke Pehrzon, quienes decidieron empezar a producir tableros de pino a partir de restos de poda y entresacas de pinares. Se inició así una actividad que se prolongaría durante más de 40 años, hasta que en 2003 se firmó un acuerdo para convertir el complejo fabril en una gran zona verde de equipamientos públicos de 90.000 m2 y una zona residencial, comercial y hotelera de 21. 500 m2 en el actual barrio de Tafisa-A Seca. Entre Tafisa y Ramafosa, su rama forestal, contaban con 366 trabajadores directos, de los que unos 288 estaban en la fábrica a orillas del Lérez.
La empresa, de origen sueco, encargó el diseño de la fábrica a un equipo de ingenieros y arquitectos locales. Folke Pehrzon fue el encargado de dirigir el montaje y la puesta a punto de la maquinaria. La mentalidad sueca no sólo se reflejaba en la parte técnica sino que abarcaba toda el área sociolaboral de la empresa. Sus trabajadores se beneficiaban de unas condiciones laborales muy avanzadas para la época: sus salarios podían triplicar lo habitual en la España de aquellos años, llegando a ganar hasta 18 sueldos al año, y además contaban con club social y economato, pistas de tenis y balonmano, campo de fútbol, piscina e incluso viviendas financiadas por la propia empresa.
La ubicación de la fábrica condicionó el desarrollo urbano de la capital pontevedresa en la margen izquierda de la ría. Fue precisamente la presión urbanística la que propició la venta de los terrenos de la fábrica a un grupo inmobiliario y el traslado de parte de la producción a una nueva planta en el polígono industrial de A Reigosa en el vecino municipio de Puente Caldelas en 2004, tras vender el suelo urbano, tras su recalificación, al Grupo Lar para la construcción de una nueva urbanización.
La presión urbanística era muy fuerte, y también la presión medioambiental, ya que aunque en la fábrica no se utilizaban productos químicos, los residuos de fibras cubrían el lecho del río. En consecuencia, se hicieron mejoras: se instaló una planta de tratamiento de agua y un sistema de reutilización de agua. Finalmente, el grupo portugués Sonae, último propietario de la empresa, decidió cerrarla en 2014, diez años después del traslado, a pesar de que hubo un momento en que las acciones de Tafisa cotizaron muy alto y luego se desplomaron. Sonae había entrado en el accionariado con una pequeña cantidad, el 5% del capital, y acabó haciéndose, mediante una OPA, con más del 99 % del mismo, momento en el que se hizo cargo de la fábrica.
José Manuel Moledo, delegado de UGT y presidente del comité de Tafisa, informó que Tableros de Fibras S. A. ponía fin a su actividad en Pontevedra, una década después de que la planta abandonara la ciudad de Lérez para trasladarse al polígono de A Reigosa en Puente Caldelas. La propia Tafisa informó que, entre 2010 y 2013, vieron sus ingresos disminuir continuamente hasta un 52%, lo que hizo inviable el mantenimiento de la planta. Estimaron las pérdidas acumuladas en 9,7 millones de euros.